# Селих, Владимир Яковлевич
Владимир Яковлевич Селих (1924—1995) — советский военный деятель, генерал-лейтенант.

## Биография
Родился 1 октября 1924 года в Москве в семье журналиста Якова Григорьевича Селиха.
Участник Великой Отечественной войны. В 1942—1943 годах в звании лейтенанта был начальником разведки 210-го гвардейского минометного дивизиона 20-го гвардейского минометного полка. Воевал на Волховском и Ленинградском фронтах. В 1944 году был легко ранен. Войну завершил в 1945 году старшим лейтенантом, вторым помощником начальника штаба 318-го гвардейского минометного полка 7-го гвардейского кавалерийского корпуса 1-го Белорусского фронта.
После демобилизации продолжил службу в армии. В 1949 году окончил Военную академию им. М. В. Фрунзе, после чего до 1951 года служил в Группе советских войск в Германии. Был адъютантом Главнокомандующего Группой войск. 1952—1960 годах проходил службу на разных должностях в штабе Московского военного округа; в 1960—1962 годах — Генерального штаба Вооружённых Сил СССР.
После окончания в 1964 году Военной академии Генерального штаба ВС СССР им. К. Е. Ворошилова (ныне Военная академия Генерального штаба Вооружённых сил Российской Федерации), в 1964—1966 годах служил начальником штаба 207-й мотострелковой дивизии ГСВГ.
С марта 1966 по сентябрь 1968 года в звании полковника был командиром 6-й гвардейской отдельной мотострелковой бригады в Берлине. С сентября 1968 по август 1970 года командовал 73-й мотострелковой дивизией в Северо-Кавказском военном округе, в 1970 году выполнил приказ о передислокации дивизии в Дальневосточный военный округ из-за обострения советско-китайских отношений. Затем до 1971 года командовал 265-й мотострелковой дивизией ДВО. Было присвоено звание генерал-майор. 
В 1971-1977 годах возглавлял учебный отдел Военной академии Генерального штаба им. К. Е. Ворошилова.. В 1977—1982 годах служил в должности начальника Военного факультета при Московском финансовом институте (ныне Финансовый университет при Правительстве РФ). За успешное руководство факультетом было присвоено воинское звание генерал-лейтенант..
В 1982—1986 годах был военным советником в Чехословакии. В 1986—1988 годах — заместителем начальника Военной академии им. М. В. Фрунзе, начальник иностранного факультета.
С 1988 года в отставке, жил в Москве, где умер в 1995 году. Был похоронен на Новодевичьем кладбище.

## Награды
- орден «За службу Родине в Вооруженных Силах СССР» III степени
- орден Отечественной войны I и II степени
- два ордена Красной Звезды
- орден Трудового Красного Знамени
- многие медали[3]